# Medaile za námořní plavbu 1910/1912
Medaile za námořní plavbu 1910/12, je pamětní medaile, která byla založená v roce 1912 u příležitosti plavby torpédového křižníku SMS Kaiser Franz Josef I. ve vodách východní Asie. Medaile byla udělena pouze členům posádky lodi (441 mužů).
Medaile je ražena z bronzu a zlacena, průměr 36mm a hmotnost přibližně 19g.

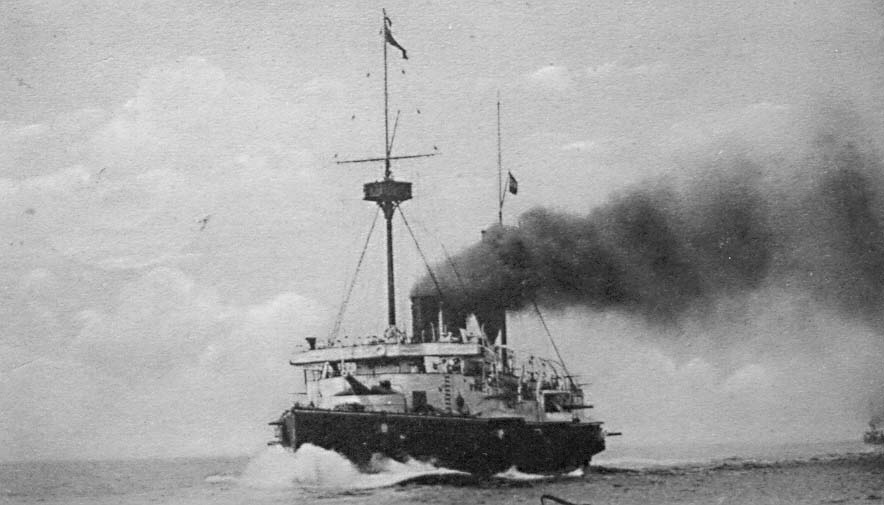
SMS Kaiser Franz Joseph I.